# Holospondyli
De Holospondyli zijn een voorgestelde clade van uitgestorven lepospondyle amfibieën uit het Vroeg-Carboon tot het Laat-Perm, die de Aistopoda, de parafyletische Nectridea en mogelijk ook Adelospondyli omvat. Aistopoda zijn sindsdien echter teruggevonden als stamtetrapoden die basaler zijn dan temospondylen of andere groepen lepospondylen.
De clade werd in 1970 voorgesteld door Thomson en Bossy.